# Oroville (hráz)
Oroville anglicky Oroville Dam je nejvyšší sypanou hrází v USA. Nachází se na řece Feather východně od města Oroville v Kalifornii. Výška hráze je 230 m a dosahuje délky 2109 m. Vzniklá přehradní nádrž Oroville je druhým největším umělým jezerem v USA, je schopné zadržet 4,4 km³ vody. Slouží jako zásobárna vody, k výrobě elektřiny a má protipovodňovou funkci.

## Historie
Stavba přehrady byla zahájena v roce 1961 a přes četné potíže (časté záplavy, železniční neštěstí na dráze pro přísun materiálu) byla ukončena v roce 1967. Přehrada byla uvedena do provozu v roce 1968. Po dokončení se stala součástí Kalifornského akvaduktu (State Water Project's California Aqueduct), který zabezpečuje dodávku vody pro zavlažování v San Joaquin Valley, dodávku pitné a průmyslové vody.

### Přeliv 2017
V únoru 2017 voda následkem dlouhotrvajících dešťů v přehradě kulminovala a po 49 letech dosáhla k primárnímu přepadu vody, kde dne 7. února protékalo na 1400 m³/s vody. Zjistilo se ale, že v odtokovém kanále voda vytrhala a odplavila kusy betonu. Primární přepad byl proto uzavřen a voda začala ve čtvrtek 9. února přetékat nouzovým přepadem, který však byl následně také vodou poškozen. Pokusy o opravu děr pomocí kamení a pytlů s pískem selhaly. Obsluha hráze proto znovu otevřela primární přepad, kde voda vymlela ve skluzu obrovskou díru. Na území pod přehradou byla v neděli 12. února 2017 nařízena evakuace osob, kterou vyhlásil guvernér Kalifornie z obavy protržení hráze. V úterý 14. února 2017 místní šerif oznámil, že 200 tisíc evakuovaných lidí se může vrátit domů. Nádrž byla již vypuštěna do té míry, že zvládla očekávané bouře.